# Parador del Conde de Gondomar
Parador del Conde de Gondomar (Bayona, Pontevedra, 1966), también conocido como Parador de Bayona o Parador de Baiona, es uno de los paradores nacionales rehabilitado sobre una fortaleza de más de 2000 años de antigüedad, ubicado en Bayona (España).

## Historia
El parador del Conde de Gondomar se abre en 1966 por la cadena nacional de Paradores de Turismo de España como Parador de Bayona. En los años 90 se hace una rehabilitación de todo el conjunto, se modifican las habitaciones, dispone de 122 habitaciones, y también se cambia el nombre, ahora como Parador del Conde de Gondomar.
Se sitúa sobre una antigua fortaleza, el Castillo de Monterreal, un recinto amurallado sobre la península de Monterreal, construido en época medieval, sobre otras construcciones de amurallamiento preexistentes desde hace más de 2000 años. En el recinto se han encontrado restos tanto celtas, fenicios como romanos. Las murallas almenadas que podemos visitar actualmente fueron construidas entre los siglos XI y XVII y tienen una longitud de más de tres kilómetros.
La fortaleza está ubicada en las rías bajas gallegas, en el municipio de Bayona (España). En su función de fortaleza, dispone en su interior de varios edificios, uno de los cuales se utilizó como residencia de los gobernadores del sitio, uno de ellos fue el Conde de Gondomar. Después pasó a ser propiedad de Ángel Bedriñana que dedicó su vida y fortuna a la restauración y conservación. En 1963 sus herederos lo vendieron al Estado español, para ubicar el Parador del Conde de Gondomar dentro de la red de paradores gestionada por el Ministerio de Información y Turismo.

## Proyecto de recuperación
El proyecto de recuperación de la antigua fortaleza como parador ocupa todo el espacio amurallado, más de 18 hectáreas rodeadas por la muralla. La rehabilitación del edificio residencial se acondiciona con habitaciones e instalaciones de servicio. Otros edificios ubicados en el recinto se acondicionaron como restaurantes, salas de reuniones, zonas deportivas, spa, gimnasio, sauna. Además, se renovaron los espacios con accesos de vehículos hasta las zonas de aparcamiento. El proyecto incluye los espacios ajardinados, las huertas, ganadería, y una cuidadosa ordenación de los espacios de paseos y miradores sobre el entorno, la bahía y la ciudad de Bayona.
Abrió en 1966, pero se inauguró oficialmente el 20 de agosto de 1967 con el nombre de Conde de Gondomar

## Proyecto arquitectónico
Dentro de la muralla los edificios existentes se rehabilitan con diferentes funciones. Tras ser comprado por el Estado español en 1963, se hace un primer proyecto de remodelación para acondicionar el conjunto como parador, proyecto realizado por Jesús Valverde Viñas, arquitecto del Ministerio. Dentro del recinto amurallado se proyectó un nuevo edificio de tres plantas con 55 habitaciones, orientadas con vistas al mar. El proyecto incluye piscina, capilla, un muelle con embarcadero para unas 100 embarcaciones, El proyecto del edificio nuevo tiene una inspiración del estilo medieval que aprovecha los enseres del antiguo palacete que llegaron en buen estado de conservación.
El edificio principal con las habitaciones se ubica dentro del recinto amurallado con vistas al mar. Las murallas se pueden recorrer en todo el perímetro de más de 3 kilómetros de longitud. La mayor parte de las murallas conservadas actualmente pertenecen al siglo XIV.